# قوه (شهر)
قُبا یا قُوه (به ازبکی: Қува) شهری در ولایت فرغانه کشور ازبکستان است که در سرشماری سال ۲۰۱۰ میلادی، ۳۶٬۰۷۶ نفر جمعیت داشته است.